# ヨーロッパの五月祭

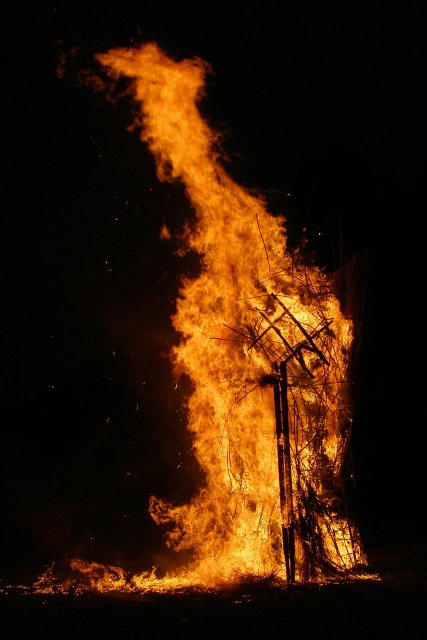
五月祭前夜にウィッカーマンを焼く火

ヨーロッパの五月祭（ヨーロッパのごがつさい）とは、古代ローマの祭に由来する祭。5月1日に、豊穣の女神マイアを祭り供物が捧げられた。夏の豊穣を予祝する祭りと考えられている。現在では、ヨーロッパ各地で、キリスト教伝来以前にさかのぼる起源をもつ、春の訪れを祝う日として定着している。英語ではthe May Festival、May dayなどと呼ぶ。

## 概要
かつて、ヨーロッパ各地では、精霊によって農作物が育つと考えられており、その精霊は、フローラのように女神やニュンペー、女王や乙女のかたちで表現されていた。春、地域によっては夏といった、生育・繁殖の季節を迎える季節の祭りで、乙女たちや男女の結婚は象徴的なものとされ、それが五月女王（メイクィーン）や、子どもたちによる疑似的な結婚式へとつながっていった。
また、この日の前夜はヴァルプルギスの夜と呼ばれ、魔女たちがサバトを行うと言われている。シェイクスピアの『真夏の夜の夢』はこの時期が舞台とする説もある。

### ドイツ

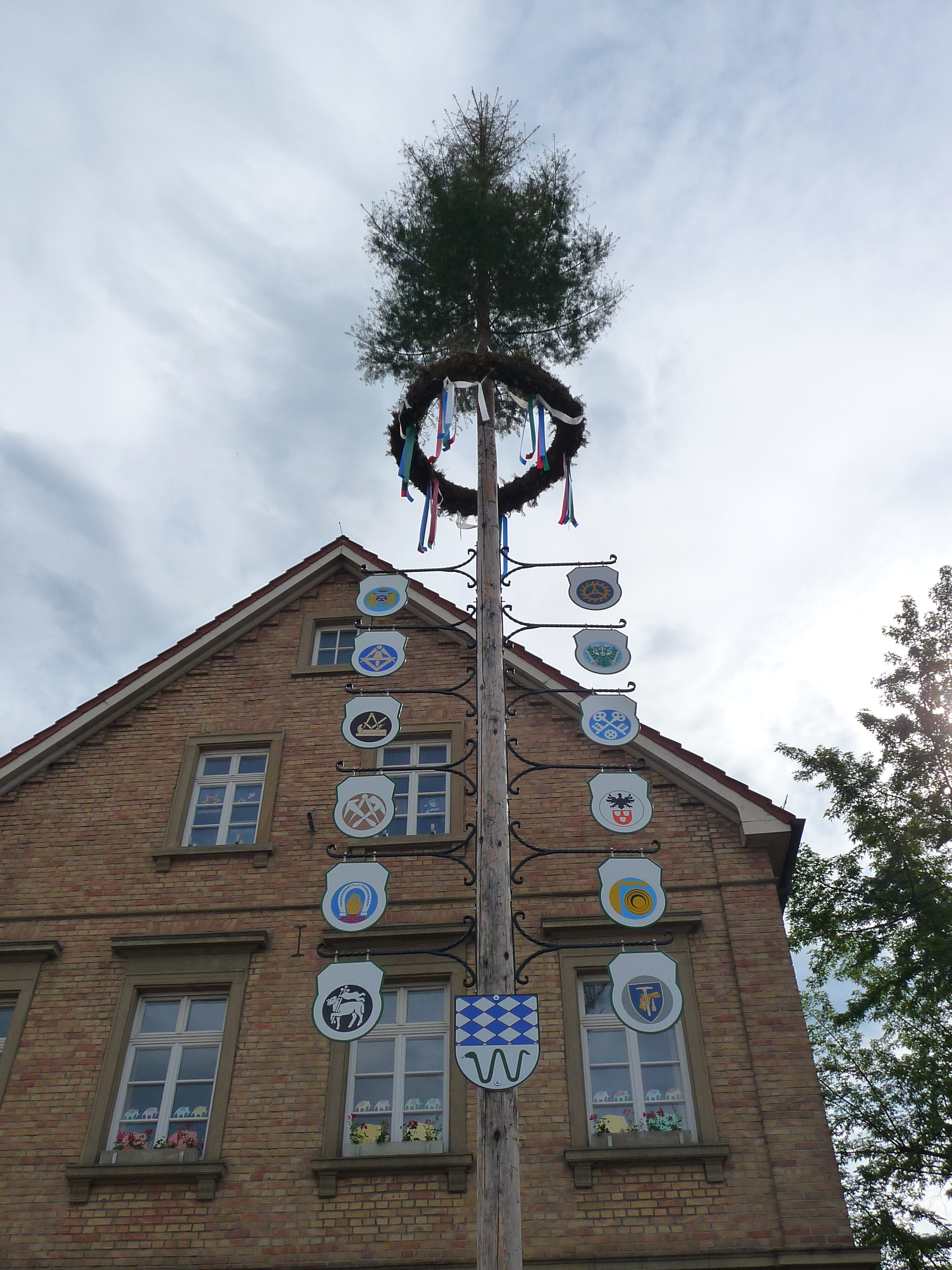
ドイツのメイポール

ドイツ南西部の、バーデン=ヴュルテンベルク州・ツンツィンゲンでは、12歳くらいの少女が、五月の女王的存在の、天の花嫁（ウッツフェルト ブリュットリ）に扮して、案内役の女の子2人と、7、8人の少女をしたがえている。お伴の最後尾の少女はかごを下げ、天の花嫁の訪れを村の家々に告げ、かごに乳製品や、卵、果物などを受け取る。天の花嫁は、感謝を表すと同時に、その家を祝福する。一方で「冬」を表す少年たちが、黒い服を着て、体中に縄を巻き、別の地区を歩いて、少女たちと同様に口上を述べて贈り物を受け取る。しかるのちに、示し合わせておいた場所で、天の花嫁（夏）と少年（冬）との決着が始まる。「冬」の持つブナの木の枝を、花嫁が3本折り取ると、天の花嫁の勝ちとなる。子供たちは、昼食に一旦家に戻った後、午後はまた家々を回る。
ゲルマン神話によれば、天の女神フレイア（フライア）と、天空の神オーディン（ヴォーダン）の二柱の神の結婚が五月であり、この世界の繁殖をつかさどると信じられて来た。ツンツィンゲンの近くのアウッゲンでは、少女がドレスを着て花束を持ち、少年は山高帽にモーニングという結婚式の服装で、お伴と一緒に家々を回り、夏の訪れを告げる。この姿は、ヴォーダンとフライアの地上への訪問を意味する。かつては、2人の少女が白い衣装をつけ、春の女神に扮して行進した。
フランスのアルザス（エルザス）地方でも「五月のバラ」（マイレースレ）と呼ばれる女性が中心となって、同じような行事が行われる。5月はキリスト教のマリアの月であるが、フライア女神もまた、春の象徴とされた。五月女王は元々は五月の女神マヤに由来したが、マヤの像を祝うことが異教的だとして禁じられたため、未婚の女性を主役に置くようになった。この日は、メイポール（字義通りには「五月の柱」）を森から切り出して飾り、その下を人々が踊りまわる。病気や悪霊を逃れるために、生命と春の象徴である樹木を立てたのがそもそもの起こりで、モミや白樺が主に用いられる。
ドイツでは昇天祭や聖霊降臨日にこの行事をする地域もある。

### イギリス

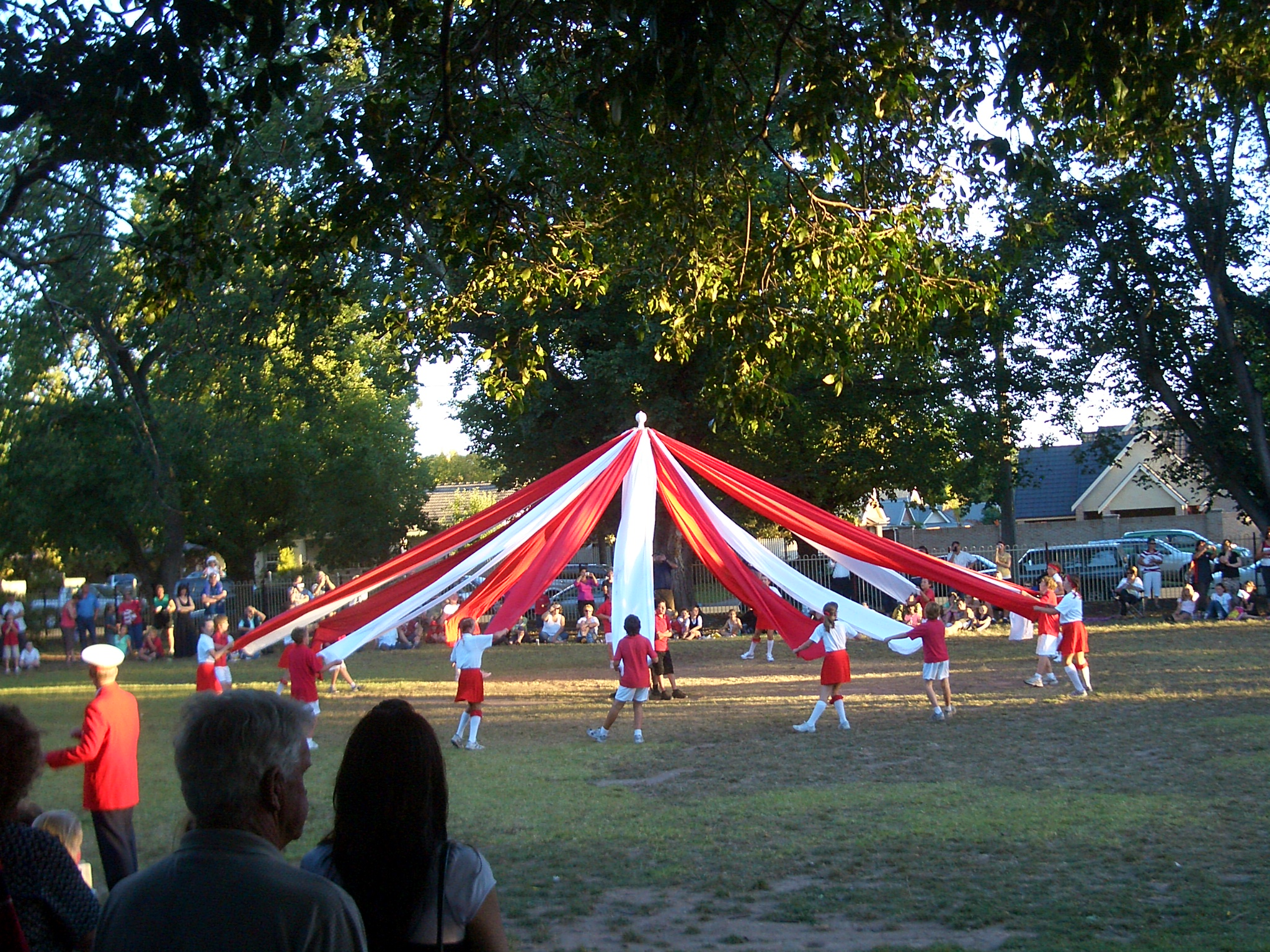
イギリスのメイポールダンス

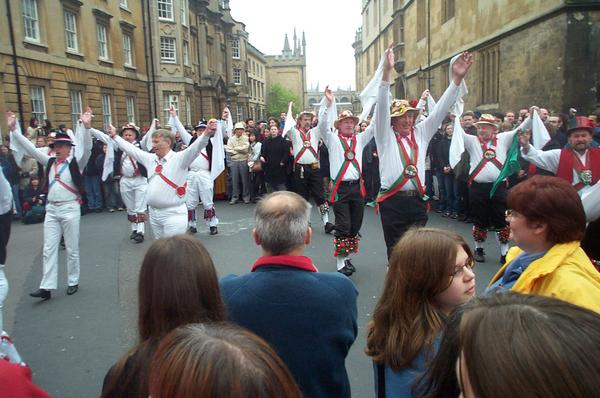
モリス・ダンス

イギリスでは、この日は野山で摘んできたサンザシを飾る。また、朝露で顔を洗うと美しくなるともいわれて来た。古代からこの日は祭日であり、のちの、労働者の祝日であるメーデーもそれに由来している。この日はモリス・ダンスが行われる。男性のみ6 - 8人のグループが、黒のシルクハットに造花、白シャツと白ズボンを身につけ、緑のベルトを胸と背に交差させて踊る。脚にはたくさんの鈴がついたベルトをつけ、白いハンカチ大の布を持つ。ムーア人起源といわれてきたが、賛否両論がある。ただ、テューダー朝期の文献に、この踊りに関する記述が見える。
かつては、復活祭や聖霊降臨日にも行われていて、グループが門付けをして踊り、その祝儀を教会の基金に加えたりもした。また、弓試合や野外劇の出し物でもあった。しかし後に安息日を汚すとしてピューリタンの反撃にあい、五月女王共々衰退したが、1899年に、セシル・シャープが、コッツウォルズに残っていたモリス・ダンス (en) を目にして、調査と指導を開始した。1909年、モリス・ダンスは学校教育に、民俗舞踊として取り入れられるにいたった。